# Rosalynn Sumners
Rosalynn Diane Sumners, po mężu Kain (ur. 20 kwietnia 1964 w Palo Alto) – amerykańska łyżwiarka figurowa, startująca w konkurencji solistek. Wicemistrzyni olimpijska z Sarajewa (1984), mistrzyni świata (1983), mistrzyni świata juniorów (1980) oraz 3-krotna mistrzyni Stanów Zjednoczonych (1982–1984).
Po zakończeniu kariery amatorskiej w 1984 roku występowała profesjonalnie do 1999 roku w rewiach łyżwiarskich m.in. Disney on Ice, Stars on Ice. 25 kwietnia 2004 w Palm Springs wyszła za mąż za Boba Kaina, swojego byłego menadżera.

## Osiągnięcia
| Zawody                                | 79–80          | 80–81          | 81–82          | 82–83          | 83–84          |                |                |                |                |                |                |                |                |                |                |                |                |
| Międzynarodowe                        | Międzynarodowe | Międzynarodowe | Międzynarodowe | Międzynarodowe | Międzynarodowe | Międzynarodowe | Międzynarodowe | Międzynarodowe | Międzynarodowe | Międzynarodowe | Międzynarodowe | Międzynarodowe | Międzynarodowe | Międzynarodowe | Międzynarodowe | Międzynarodowe | Międzynarodowe |
| ------------------------------------- | -------------- | -------------- | -------------- | -------------- | -------------- | -------------- | -------------- | -------------- | -------------- | -------------- | -------------- | -------------- | -------------- | -------------- | -------------- | -------------- | -------------- |
| Igrzyska olimpijskie                  |                |                |                |                | 2              |                |                |                |                |                |                |                |                |                |                |                |                |
| Mistrzostwa świata                    |                |                | 6              | 1              |                |                |                |                |                |                |                |                |                |                |                |                |                |
| Golden Spin Zagrzeb                   |                |                |                |                | 2              |                |                |                |                |                |                |                |                |                |                |                |                |
| NHK Trophy                            |                |                |                | 2              |                |                |                |                |                |                |                |                |                |                |                |                |                |
| Skate America                         |                | 4              |                | 1              |                |                |                |                |                |                |                |                |                |                |                |                |                |
| Skate Canada International            | 5              | 2              | 3              |                |                |                |                |                |                |                |                |                |                |                |                |                |                |
| Międzynarodowe: Kategorie młodzieżowe |                |                |                |                |                |                |                |                |                |                |                |                |                |                |                |                |                |
| Mistrzostwa świata juniorów           | 1              |                |                |                |                |                |                |                |                |                |                |                |                |                |                |                |                |
| Krajowe                               |                |                |                |                |                |                |                |                |                |                |                |                |                |                |                |                |                |
| Mistrzostwa Stanów Zjednoczonych      |                | 4              | 1              | 1              | 1              |                |                |                |                |                |                |                |                |                |                |                |                |

## Nagrody i odznaczenia
- Amerykańska Galeria Sławy Łyżwiarstwa Figurowego – 2001[4]